# Миллиметровая бумага

Миллиметровка

Миллиметровка крупнее

Масшта́бно-координа́тная чертёжная бумага, (также миллиметро́вая бумага, миллиметро́вка, про́фильная бумага) — чёртёжная бумага, размеченная на клетки.
Наиболее часто встречается бумага с равномерной разметкой («настоящая миллиметровка») — на ней отпечатаны тонкими линиями
клетки со стороной 1 мм,
более толстыми — со стороной 5 мм,
ещё более толстыми — со стороной 1 см.
Наиболее толстыми линиями обозначены клетки со стороной 5 см.
Применяется для составления профилей и эскизных чертежей.

## Цвет
Линии разметки выполнены в одном цвете: чёрном (ленты самописцев), синем, зелёном, оранжевом, коричневом, ярко-розовом. На цветных бумагах линии чертежа не сливаются с разметкой, при необходимости фотокопирования разметку можно убрать светофильтрами.

## Стабильность
Геометрические размеры бумаги нестабильны во времени и зависят от направления «слива бумаги» при изготовлении и условий хранения (так, горизонтальный и вертикальный «миллиметры» могут отличаться процентов на 10). Поэтому для точных чертежей (например, для фотошаблонов) применяется многослойная бумага, содержащая слой металлической фольги. Иногда применяется пластиковая плёнка, но она менее стабильна. Миллиметровка, изготовленная по ГОСТам отличается стабильностью. Хранение при влажности не более 40% практически не влияет на точность чертежа.